# GBU-43 공중폭발 대형폭탄

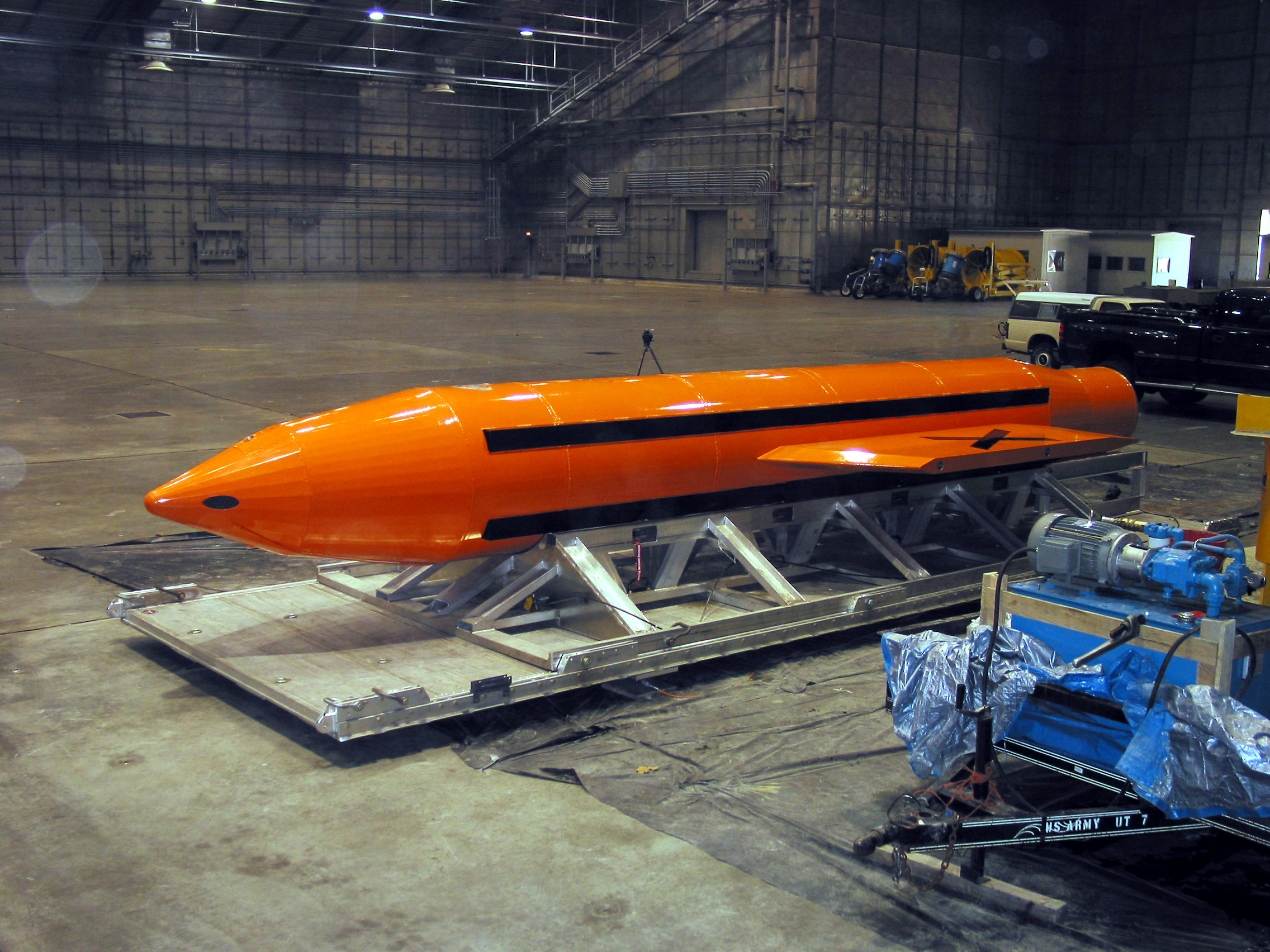
GBU-43 공중폭발대형폭탄 MOAB의 모습.

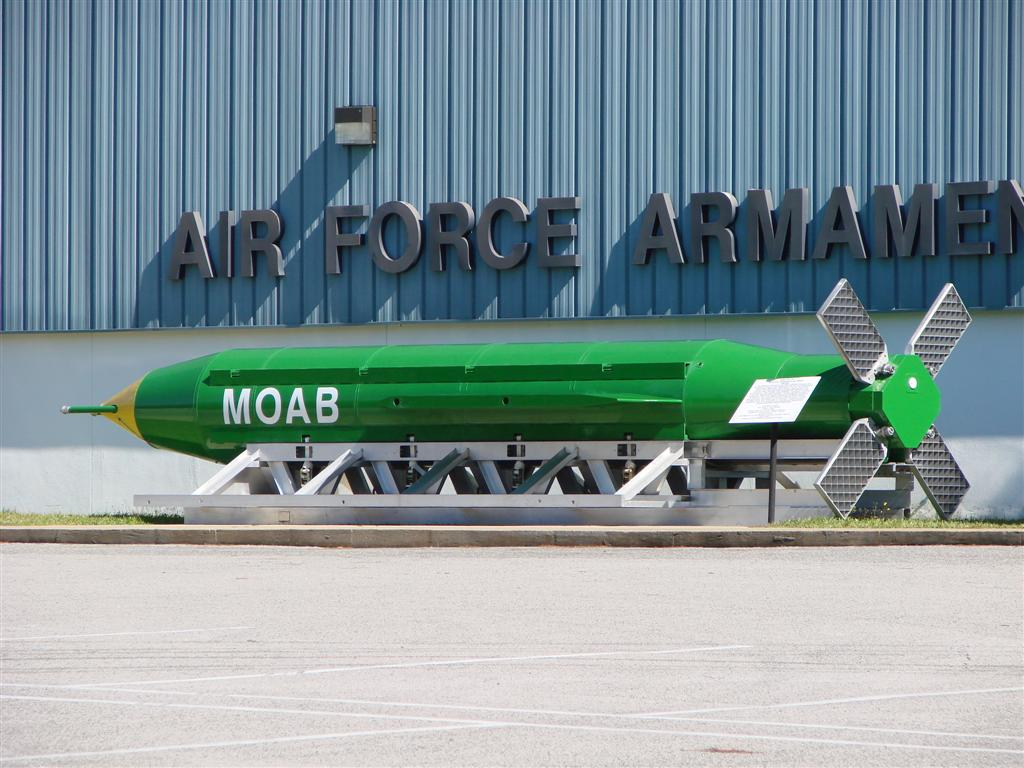
미합중국 공군 무기 박물관에 전시된 MOAB의 모습.

GBU-43 공중폭발대형폭탄(영어: GBU-43/B Massive Ordnance Air Blast Bomb)은 약자를 다르게 풀이하여 MOAB(영어: Mother Of All Bombs, 모든 폭탄의 어머니)라고도 불린다. 발표당시 전 세계에서 비핵무기로는 폭발력이 가장 큰 폭탄이었다. 미국의 에글린 공군기지 공군연구소에서 Albert L. Weimorts Jr가 개발했다. 이 폭탄은 탁 트인 지역에서 부대들과 탱크들을 대상으로 사용하면 효과가 가장 크다고 알려졌으며, 반지름 500m 안을 일시에 무산소 상태로 만들어 모든 생물을 죽인다고 한다.

## 개발
모압의 개발은 2002 회계년도에 미국 공군 연구소에서 프로젝트가 시작되었다. BLU-82 "Daisy cutter"의 후속 신제품 개발 프로젝트였다.
모압은 이라크전을 대비해 급히 개발됐으며 미국은 선전포고를 앞둔 2003년 3월 11일 플로리다주에서 Eglin 공군기지에서 투하실험을 했다. 미 공군 관계자는 "실험 당시 엄청난 폭음과 함께 50km 떨어진 곳에서도 하얀 버섯구름이 목격됐다"며 위력을 자랑했다. 미국 공군 연구소는 모압보다 더 큰 13톤 무게의 폭탄도 있다고 말했다.
미 국방부는 폭발장면을 보여주는 것만으로도 이라크 병사들의 사기를 꺾을 수 있다는 계산하에, 실험장면을 비디오로 촬영해뒀다.
모압의 화력은 베트남 전에 최초로 사용되었고 지난 2001년 아프가니스탄 전쟁 때도 사용된 ‘데이지 커터(Daisy Cutter)’보다 약40%나 향상된 것이며, C-130 수송기에서 지구정지위성과 위치파악시스템(GPS)에 의해 정밀 유도돼 투하됐다. 예상대로 핵폭탄처럼 거대한 흰 버섯 구름을 형성하며 발사장 기지 상공에서 터졌다. 몇초 후 천둥소리와 같은 엄청난 폭발음이 투하지점 48 km 밖에까지 퍼져나갔다. 낙하시 암모늄 질산염 등 가연성 분무가 공기와 결합, 폭발하면서 550m2상공을 순식간에 발화시켜 버리는 광풍을 동반했다.
아프가니스탄 전쟁에서 사용된 데이지 커터 최신형은 C-130 수송기에서 투하되면 지상 3m 위에서 공기와 결합하면서 폭발,직경 500m 이내의 지역을 무산소 상태로 만드는 위력을 지녔다. 데이지 커터는 폭탄 속에 들어 있는 암모늄 질산염이 공기와 결합, 폭발하면서 반경 550m를 무산소 상태로 만들어 초토화시키는 무기다. 미군은 사담 후세인 이라크 대통령이 1991년 걸프전이 ‘모든 전쟁의 어머니(mother of all battles)’가 될 것이라고 언급한 것에 빗대어 이 폭탄을 ‘모든 폭탄의 어머니(mother of all bombs.MOAB)’라고 부르고 있다.

## 제원
- 길이: 30 feet (9.17 m)
- 직경: 40.5 inches (102.9 cm)
- 중량: 21,000 lb. (9.5 톤)
  - 순수 고폭탄만의 중량: 18,700 lb. (8.4 톤)
- 폭발 반경: 450 feet (137.61m, 150 yards)

## 모압 시의 항의
미국 유타주의 유명한 자연공원인 아치즈 국립공원 부근에 있는 인구 5000명 정도의 소도시인 모압 시(Moab city)는 폭탄 개발사실이 알려지자 들끓기 시작했고, 데이빗 새크리슨 시장이 조지 W. 부시 미국 대통령에게 “폭탄의 이름을 바꿔달라”는 서한을 보내는 상황에 이르렀다. 특히 2003년 여름에는 도시 창설 100주년 기념행사가 열릴 예정이기 때문에 그 전까지 폭탄 이름이 바뀔 수 있도록 연방의회에 대표단을 파견할 계획이라고 새크리슨 시장은 밝혔다.

## 같이 보기
- GBU-57 MOP - 초대형 지하침투 폭탄. 13,610 kg 중량으로 모압보다 40% 무겁다.[9]
- FOAB - 러시아가 미국의 모압에 대응해 개발한 모든 폭탄의 아버지. 모압 보다 4배의 폭발력을 가졌다고 한다.[10]
- W54 - 미국이 생산한 최소형 핵탄두 W54는 TNT 10톤, 20톤 폭발력으로서, TNT 11톤 폭발력인 모압과 비슷하다. 그러나 모압이 9.5톤 무게인데 비해 W54 핵탄두는 23 kg에 불과하다.